# Natació als Jocs Olímpics d'estiu de 1908 - 100 metres lliures masculins
Els 100 metres lliures masculins va ser una de les sis proves de natació que es disputaren als Jocs Olímpics de Londres de 1908. Aquesta era la cursa més curta dins el programa de natació. Aquesta era la tercera ocasió en què es disputava aquesta distància, després d'haver-se disputat el 1896 i 1906. La competició es disputà el divendres 17 de juliol i dilluns 20 de juliol de 1908. Hi van prendre part 34 nedadors procedents de 12 països.
Per primera vegada en uns Jocs els 100 metres es disputava en un recinte construït expressament per a tal fet, ja que en edicions anteriors la cursa s'havia disputat en aigües obertes, el Mediterrani el 1896, el riu Sena el 1900 i un llac artificial el 1904.

## Medallistes
| Or                    | Plata               | Bronze             |
| Charles Daniels (EUA) | Zoltán Halmay (HUN) | Harald Julin (SWE) |

## Rècords
Aquests eren els rècords del món i olímpic que hi havia abans de la celebració dels Jocs Olímpics de 1908.
| Rècord del Món | 1:05.8     | Zoltán Halmay   | Viena (AUT)     | 3 desembre 1905    |
| Rècord Olímpic | 1:22.2     | Alfréd Hajós    | Atenes (GRE)    | 11 abril 1896 (CG) |
| Rècord Olímpic | 1:13.0 (*) | Charles Daniels | Atenes (GRE)    | 26 abril 1906 (CG) |
| Rècord Olímpic | 1:02.8(**) | Zoltán Halmay   | St. Louis (EUA) | 5 setembre 1904    |

(*) Jocs Intercalats
(**) 100 iardes (91.44 m)
En la primera sèrie Zoltán Halmay establí un nou rècord Olímpic amb un temps de 1:08.2. En la cinquena sèrie Charles Daniels i en la setena sèrie Wilfred Edwards igualaren el rècord del món de 1:05.8. Finalment Charles Daniels establí un nou rècord del món amb 1:05.6 en la final.

## Resultats

### Primera ronda
El nedador més ràpid de cada sèrie passava a semifinals, així com els dos segons més ràpids, per un total d'11 semifilanistes.
Sèrie 1
| Posició | Nedador                   | Temps      | Qual. |
| ------- | ------------------------- | ---------- | ----- |
| 1       | Zoltán Halmay (HUN)       | 1:08.2 OR  | QS    |
| 2       | Theodore Tartakover (ANZ) | Desconegut |       |
| 3-6     | Davide Baiardo (ITA)      | Desconegut |       |
| 3-6     | Bouke Benenga (NED)       | Desconegut |       |
| 3-6     | Harald Klem (DEN)         | Desconegut |       |
| 3-6     | Herman Meyboom (BEL)      | Desconegut |       |

Sèrie 2
| Posició | Nedador                 | Temps      | Qual. |
| ------- | ----------------------- | ---------- | ----- |
| 1       | Otto Scheff (AUT)       | 1:11.8     | QS    |
| 2       | Addin Tyldesley (GBR)   | 1:12.0     | qs    |
| 3-5     | Gérard Meister (FRA)    | Desconegut |       |
| 3-5     | József Munk (HUN)       | Desconegut |       |
| 3-5     | Conrad Trubenbach (EUA) | Desconegut |       |

Sèrie 3
| Posició | Nedador                 | Temps      | Qual. |
| ------- | ----------------------- | ---------- | ----- |
| 1       | Frank Beaurepaire (ANZ) | 1:11.6     | QS    |
| 2       | Lamme Benenga (NED)     | 1:13.2     |       |
| 3-5     | Robert Andersson (SWE)  | Desconegut |       |
| 3-5     | Henrik Hajós (HUN)      | Desconegut |       |
| 3-5     | Poul Holm (DEN)         | Desconegut |       |

Sèrie 4
| Posició | Nedador               | Temps      | Qual. |
| ------- | --------------------- | ---------- | ----- |
| 1       | Harald Julin (SWE)    | 1:12.0     | QS    |
| 2       | John Derbyshire (GBR) | 1:12.6     |       |
| 3-4     | Victor Boin (BEL)     | Desconegut |       |
| 3-4     | Robert Foster (EUA)   | Desconegut |       |

Sèrie 5
| Posició | Nedador                | Temps      | Qual. |
| ------- | ---------------------- | ---------- | ----- |
| 1       | Charles Daniels (EUA)  | 1:05.8 =WR | QS    |
| 2       | József Ónody (HUN)     | 1:13.2     |       |
| 3       | George Innocent (GBR)  | Desconegut |       |
| 4-5     | René André (FRA)       | Desconegut |       |
| 4-5     | Hjalmar Saxtorph (DEN) | Desconegut |       |

Sèrie 6
| Posició | Nedador                | Temps      | Qual. |
| ------- | ---------------------- | ---------- | ----- |
| 1       | Harry Hebner (EUA)     | 1:11.0     | QS    |
| 2       | Paul Radmilovic (GBR)  | 1:12.0     | qs    |
| 3-4     | Edward Cooke (ANZ)     | Desconegut |       |
| 3-4     | Fernand Feyaerts (BEL) | Desconegut |       |

Sèrie 7
| Posició | Nedador               | Temps      | Qual. |
| ------- | --------------------- | ---------- | ----- |
| 1       | Wilfred Edwards (GBR) | 1:05.8 =WR | QS    |
| 2       | Robert Zimmerman(CAN) | 1:35.0     |       |

Sèrie 8
| Posició | Nedador               | Temps  | Qual. |
| ------- | --------------------- | ------ | ----- |
| 1       | George Dockrell (GBR) | 1:13.2 | QS    |

Sèrie 9
| Posició | Nedador            | Temps  | Qual. |
| ------- | ------------------ | ------ | ----- |
| 1       | Leslie Rich (EUA)  | 1:14.6 | QS    |
| 2       | André Duprez (BEL) | 1:18.0 |       |

### Semifinals
Els dos més ràpids de cadascuna de les dues semifinals passen a la final.
Semifinal 1
| Posició | Nedador                 | Temps      | Qual. |
| ------- | ----------------------- | ---------- | ----- |
| 1       | Zoltán Halmay (HUN)     | 1:09.4     | QF    |
| 2       | Harald Julin (SWE)      | 1:10.2     | QF    |
| 3       | Harry Hebner (EUA)      | 1:11.8     |       |
| 4       | Frank Beaurepaire (ANZ) | Desconegut |       |
| 5-6     | Wilfred Edwards (GBR)   | Desconegut |       |
| 5-6     | Paul Radmilovic (GBR)   | Desconegut |       |

Semifinal 2
| Posició | Nedador               | Temps      | Qual. |
| ------- | --------------------- | ---------- | ----- |
| 1       | Charles Daniels (EUA) | 1:10.2     | QF    |
| 2       | Leslie Rich (EUA)     | 1:10.8     | QF    |
| 3       | George Dockrell (GBR) | 1:11.4     |       |
| 4       | Otto Scheff (AUT)     | Desconegut |       |
| 5       | Addin Tyldesley (GBR) | Desconegut |       |

### Final
| Place | Swimmer               | Time       |
| ----- | --------------------- | ---------- |
| 1     | Charles Daniels (EUA) | 1:05.6 WR  |
| 2     | Zoltán Halmay (HUN)   | 1:06.2     |
| 3     | Harald Julin (SWE)    | 1:08.0     |
| 4     | Leslie Rich (EUA)     | Desconegut |